# Gasteizko Zinema
Gasteizko Zinema es una productora cinematográfica fundada en 1983 por el director de cine español de origen vasco Juanma Bajo Ulloa.

## Trabajos realizados
- Cruza la puerta
- El último payaso
- A kien pueda interesar
- 100 aviones de papel
- Akixo
- El reino de Victor
- Alas de mariposa
- La madre muerta
- Ordinary Americans (Americanos cotidianos).
- Frágil

- Datos: Q11682048